# 6024 Ochanomizu
6024 Ochanomizu (1992 UT4) là một tiểu hành tinh vành đai chính được phát hiện ngày 27 tháng 10 năm 1992 bởi A. Sugie ở Dynic.